# Dovyalis hispidula
Dovyalis hispidula är en videväxtart som beskrevs av Hiram Wild. Dovyalis hispidula ingår i släktet Dovyalis och familjen videväxter. Inga underarter finns listade i Catalogue of Life.